# Markthalle (Dives-sur-Mer)

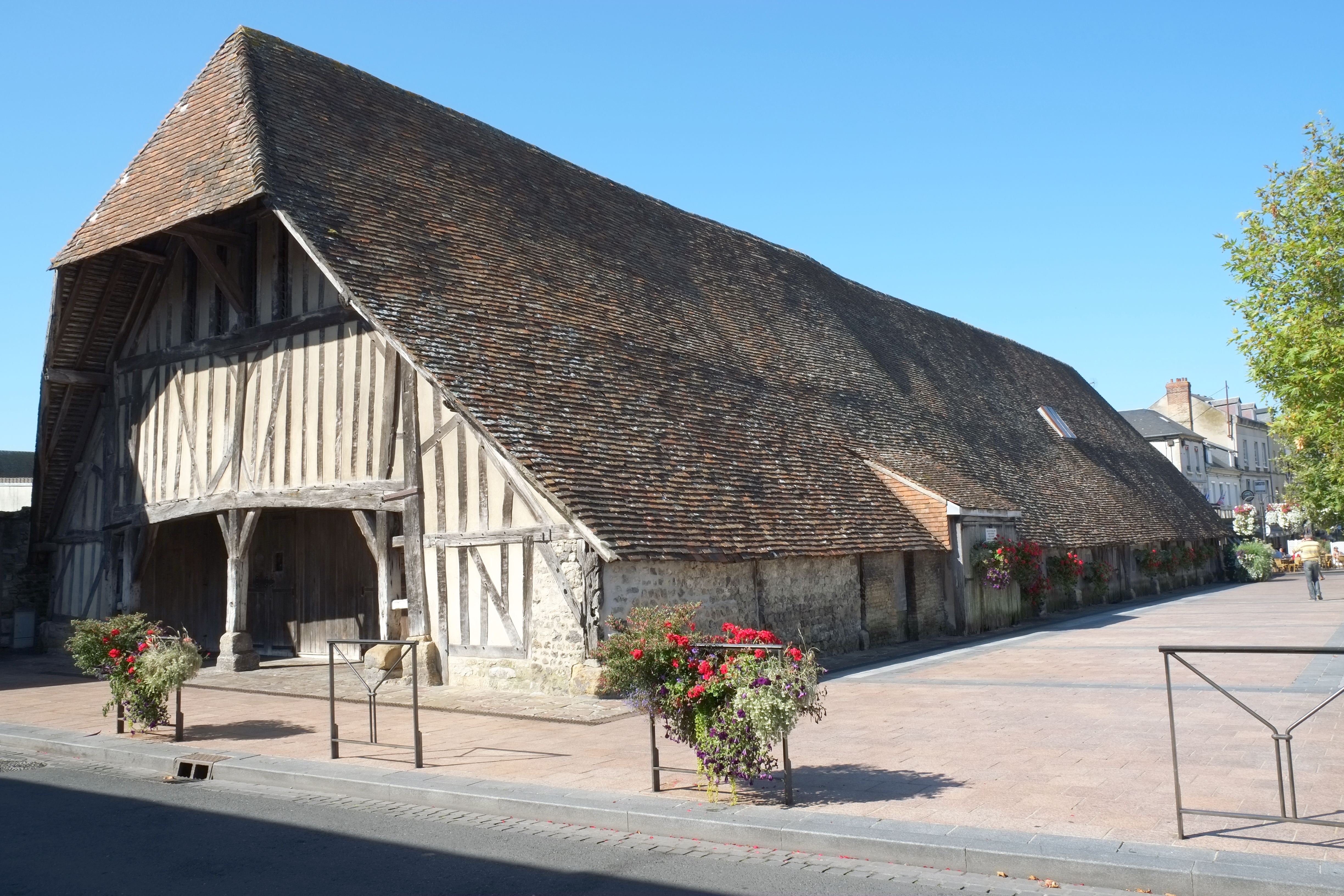
Markthalle in Dives-sur-Mer

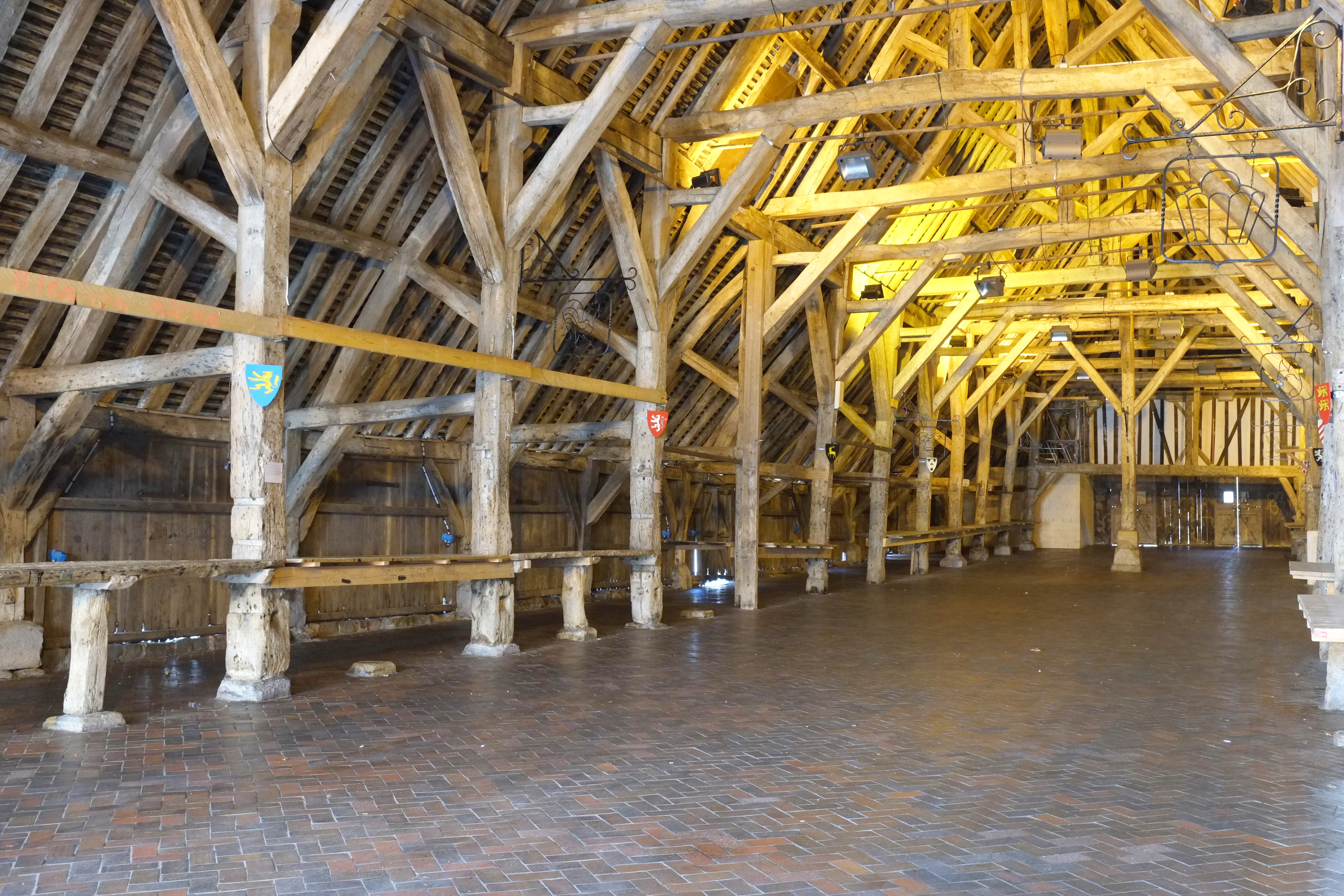
Innenansicht

Die Markthalle in Dives-sur-Mer, einer französischen Gemeinde im Département Calvados in der Region Normandie, wurde ursprünglich im 15. Jahrhundert errichtet. Die Markthalle an der Rue des Halles steht seit 1918 als Monument historique auf der Liste der Baudenkmäler in Frankreich.
Im Jahr 2012 ergab eine dendrochronologische Untersuchung des Holzes eine Datierung der Markthalle zwischen 1405 und 1423. Sie ist 50 Meter lang und zwölf Meter breit. 66 Pfeiler aus Eiche tragen das weit heruntergezogene Dach. Bis Anfang des 20. Jahrhunderts war das Gebäude an allen Seiten offen. Die Außenmauern wurden in Fachwerkbauweise, typisch für das Pays d’Auge, ausgeführt.